# Sejny
Sejnyⓘ (em lituano: Seinai) é um município no nordeste da Polônia. Está localizado na parte nordeste da voivodia da Podláquia, no condado de Sejny, na região do lago Suwałki Oriental, no rio Marycha (afluente esquerdo do rio Czarna Hańcza). É a sede da comuna urbano-rural de Sejny.
Estende-se por uma área de 4,5 km², com 4 845 habitantes, segundo o censo de 31 de dezembro de 2024, com uma densidade populacional de 1 079 hab./km².
Sejny está situada na histórica região de Suwałki, na área da antiga Jaćwież. A cidade clerical privada situava-se no final do século XVIII no condado de Grodno na voivodia de Troki.

## Localização
Sejny cobre uma área de 4,5 km² (2022), constituindo 0,52% da área do condado, incluindo:
- Terras agrícolas: 65%
- Terras florestais: 2%

Há uma passagem de fronteira com a Lituânia perto de Sejny.
Nos anos 1975–1998 pertencia à antiga voivodia de Suwałki.

## Origem do nome
Jerzy Grodziński, que nos anos 1593–1602 fundou uma cidade às margens do rio Sejna, deu-lhe o nome de Juriewo. No entanto, esse nome não pegou — a cidade foi nomeada Sejny com referência ao rio que a atravessa (hoje Marycha). A palavra seina na língua sudóvia significa as gramíneas que cresciam exuberantes nas margens e curvas do rio naquela época. Mais nomes são derivados da língua sudóvia (lagos, lugares, etc.) nas proximidades da cidade.

## História
]

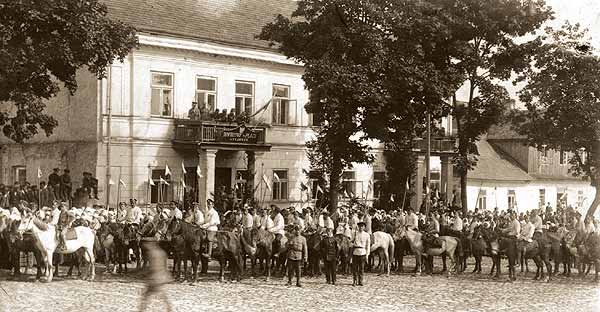
Desfile da cavalaria polonesa em Sejny (1920)

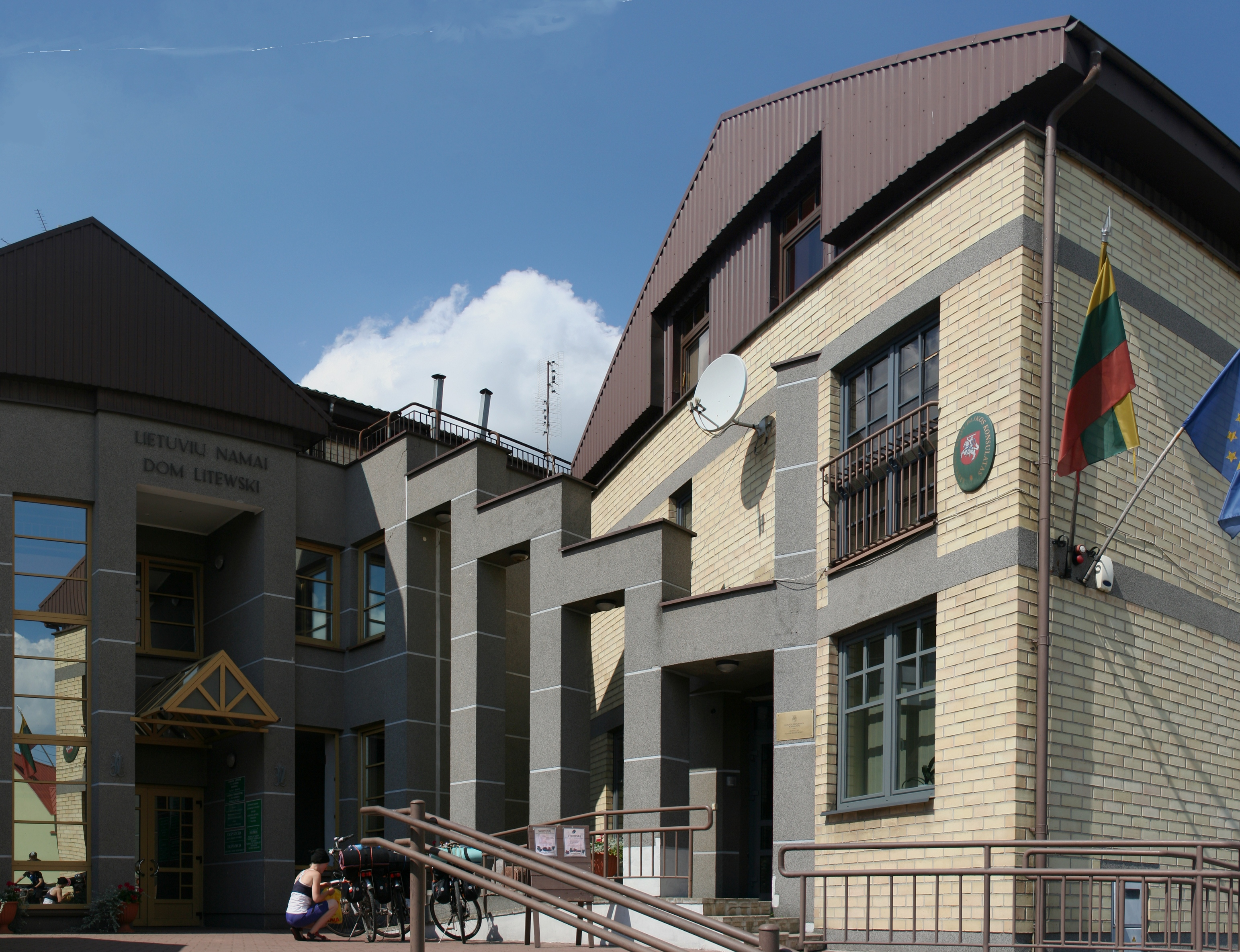
Casa da Lituânia e o Consulado da República da Lituânia em Sejny

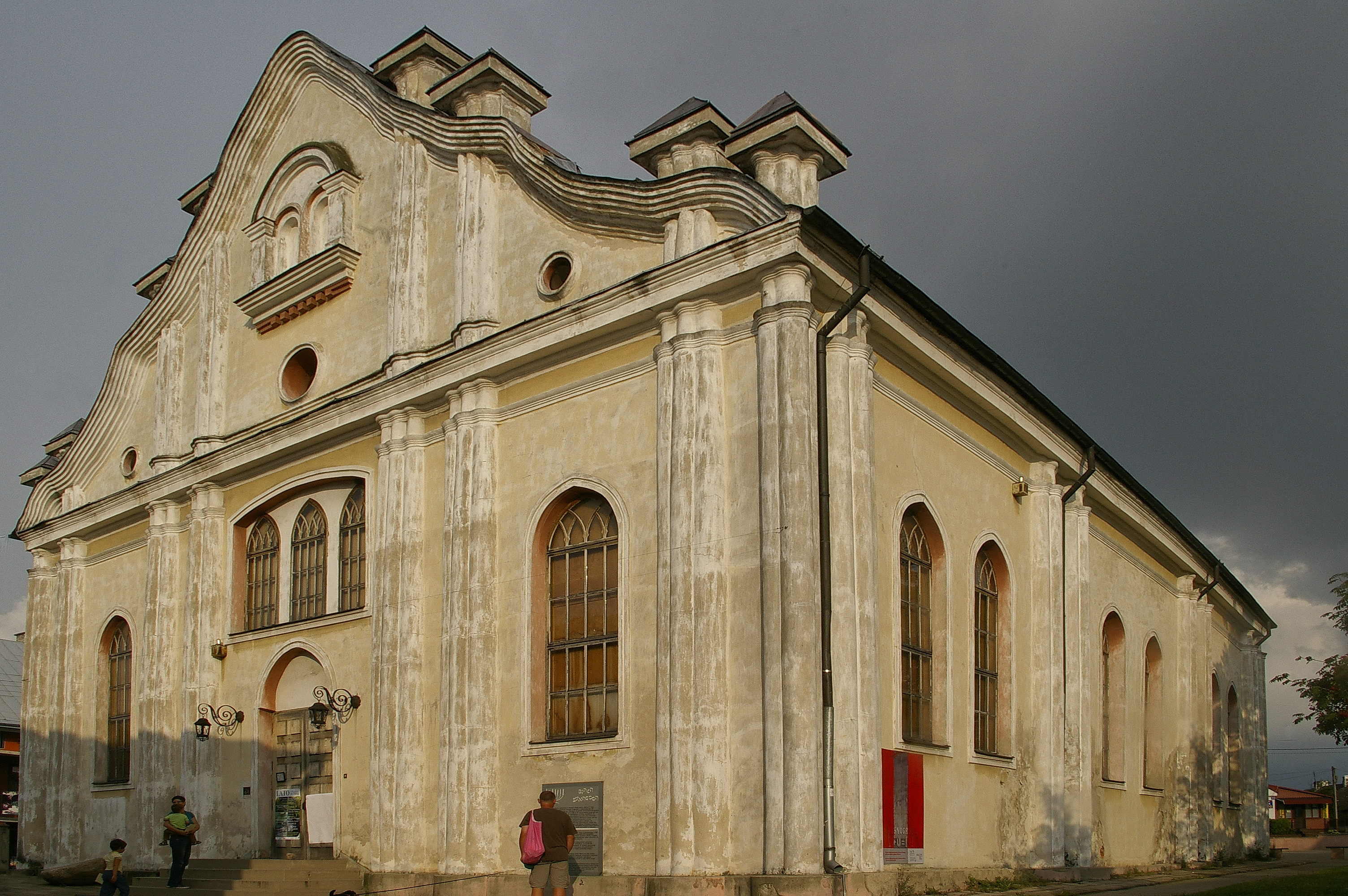
Sinagoga em Sejny

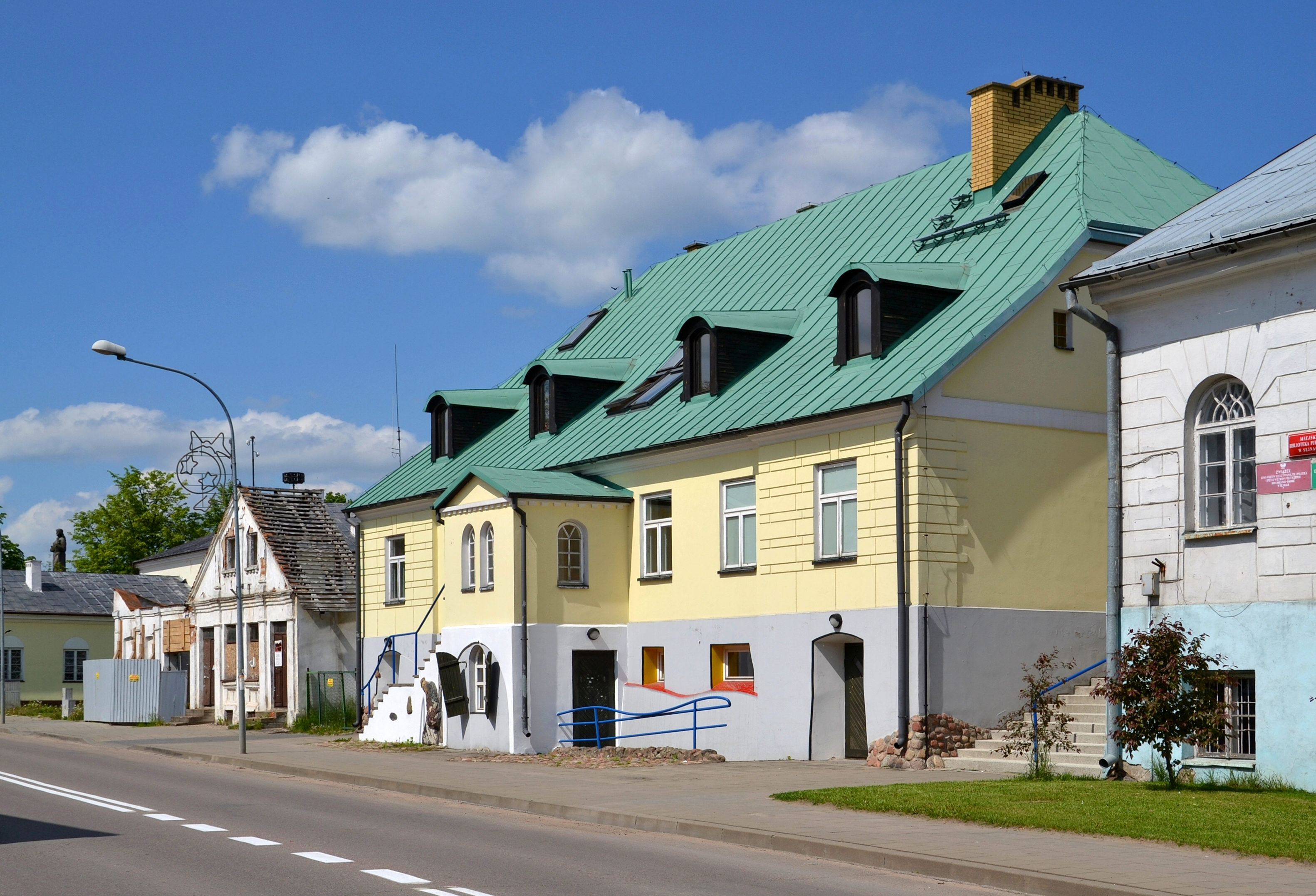
Antiga estação dos correios, anteriormente um ginásio hebraico

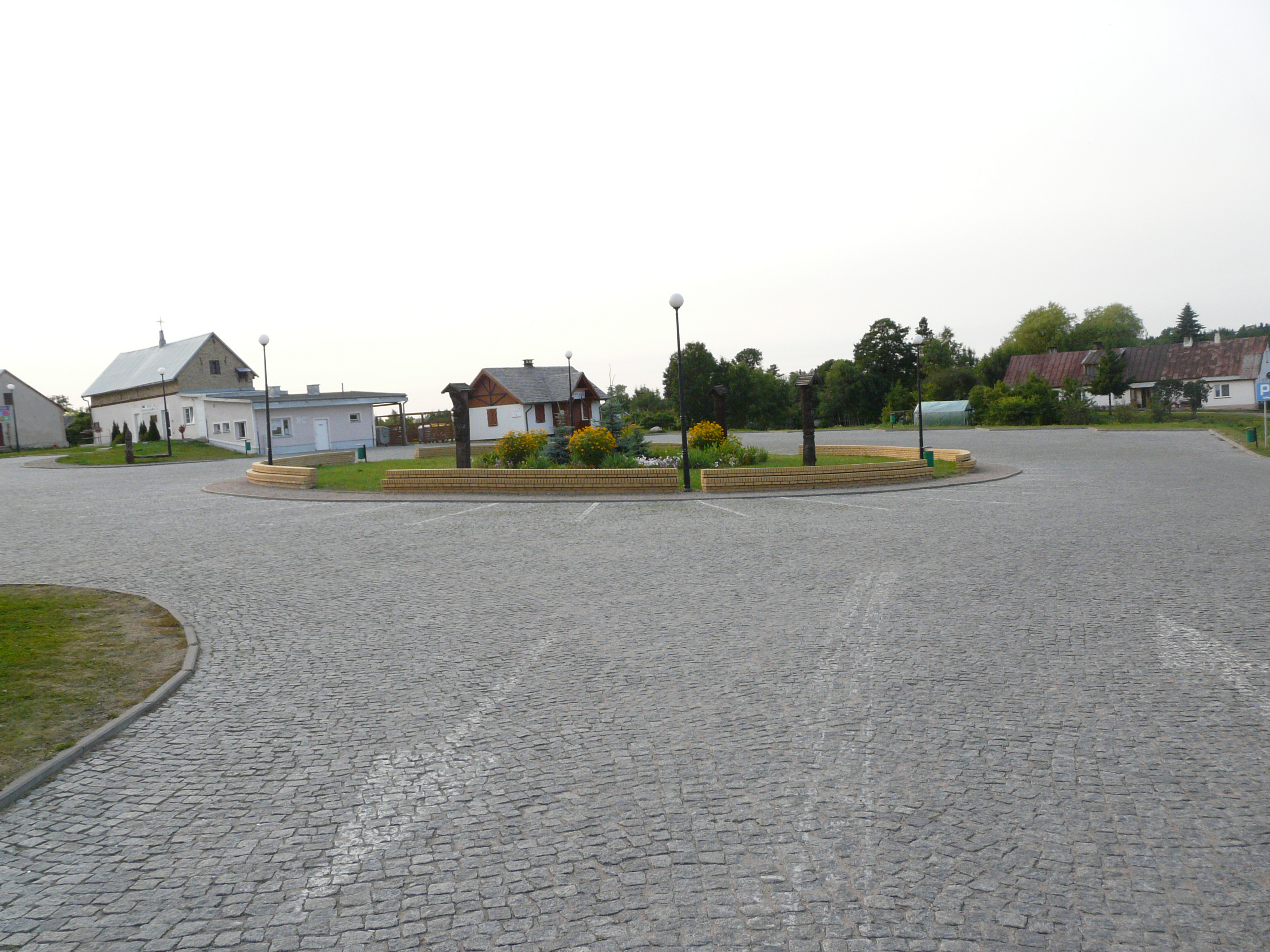
Rotatória em Sejny

- Em 1422 a região de Suwałki tornou-se parte do Grão-Ducado da Lituânia
- Em 22 de dezembro de 1522, a terra de Sejny foi recebida do rei Sigismundo I, o Velho por seu cortesão, o príncipe Ivã Wiśniowiecki, hetman do exército real, que construiu uma corte nela, herdada sucessivamente por seu filho Dimitre, segundo filho Andrei, e depois sua filha Ana com seu marido Mikołaj Sapieha
- 1593 Jerzy Grodziński, um guarda-florestal e starosta de Przemyśl, comprou a mansão da família Sapieha e nos anos 1593–1602 fundou uma cidade próxima a ela, mais tarde chamada Sejny
- 1602 Sejny como uma cidade privada legada por Grodziński aos dominicanos trazidos de Vilnius
- Jan Kostka foi associado a Sejny como o starosta,[5][6] do brasão Dąbrowa, morto em 1623, filho de Christof e Anna Pilecka
- 1639 – concessão do brasão original à cidade de Sejny pelos dominicanos. Ele representava um cão com uma tocha e três estrelas acima da cabeça.[7]
- 1655–1660 Sejny foi incendiada e destruída pelos suecos durante a invasão da República da Polônia.
- Reconstrução na segunda metade do século XVIII, quando foram construídas uma prefeitura de tijolos e salões de mercado de madeira com 21 barracas. Naquela época, os dominicanos organizaram famosas indulgências, com a presença de cerca de 20 mil crentes.
- As últimas pesquisas do Dr. T. Naruszewicz indicam que, no final do século XVIII (1788), o presidente Ignacy Laudański exercia suas funções na cidade de Sejny. Sejny também recebeu um privilégio de 40 pontos, que definia o seu funcionamento.[8]
- 1795 temporariamente no domínio prussiano após a Terceira Partição da Polônia, um ano depois, quando as autoridades prussianas confiscaram bens religiosos, Sejny tornou-se uma cidade real
- 1804 — o mosteiro é fechado, as autoridades prussianas transferem os monges para Różanystok
- De 1807 no Ducado de Varsóvia
- De 1807 a 1925 Sejny é a sede do condado de Wigry[9]
- A partir de 1815 no Reino da Polônia sob o domínio russo[10]
- Nos anos 1818–1925 é a sede do bispado de Augustów (Wigry)
- 1818 — um grande incêndio na cidade e uma reconstrução nos anos seguintes, que moldou sua aparência atual
- 1914–1918 — retirada das tropas russas e a ocupação alemã de Sejny
- 23 a 28 de agosto de 1919 — a Revolta de Sejny
- 19 de julho de 1920 — a ocupação de Sejny pelo exército lituano em cooperação com os bolcheviques
- Setembro de 1920 - Sejny é recapturada e reconquistada pelo exército polonês
- Até setembro de 1939 localizada na área do condado de Suwałki (até 1925, no condado de Sejny), da voivodia de Białystok, na Segunda República Polonesa
- Até setembro de 1939, é a sede da guarnição principal do Batalhão KOP “Sejny”
- 1939–1944 — ocupação alemã de Sejny
- 1944 — Sejny é capturada pelo Exército Vermelho e a cidade retorna à Polônia. A cidade foi capturada por soldados do 31.º Exército da 3.ª Frente Bielorrussa duas vezes, a primeira em 31 de julho e a segunda em 18 de agosto de 1944.[11]
- Nos anos 1807–1925, 1956–1975 e desde 1999 uma cidade de condado
- No período da República Popular da Polônia (1945–1989), a cidade não se desenvolveu muito. Apenas duas grandes fábricas foram construídas: Zakład Dleczarski e Państwowy Ośrodek Maszynowy
- 1969 — inauguração do Monumento à Irmandade de Armas na Praça Central.[12]

## Clima
Geralmente, Sejny é moderadamente fria. Existe uma pluviosidade significativa ao longo do ano. Mesmo o mês mais seco ainda assim tem muita pluviosidade. Com base na classificação climática de Köppen e Geiger, este clima é classificado como “Dfb”. A temperatura média anual em Sejny é 7,8 °C. A precipitação varia em torno de 692 mm.
Sejny está localizada no hemisfério norte. O verão aqui começa no final de junho e termina em setembro.
| Dados climatológicos para Sejny | Dados climatológicos para Sejny | Dados climatológicos para Sejny | Dados climatológicos para Sejny | Dados climatológicos para Sejny | Dados climatológicos para Sejny | Dados climatológicos para Sejny | Dados climatológicos para Sejny | Dados climatológicos para Sejny | Dados climatológicos para Sejny | Dados climatológicos para Sejny | Dados climatológicos para Sejny | Dados climatológicos para Sejny | Dados climatológicos para Sejny |
| Mês                             | Jan                             | Fev                             | Mar                             | Abr                             | Mai                             | Jun                             | Jul                             | Ago                             | Set                             | Out                             | Nov                             | Dez                             | Ano                             |
| ------------------------------- | ------------------------------- | ------------------------------- | ------------------------------- | ------------------------------- | ------------------------------- | ------------------------------- | ------------------------------- | ------------------------------- | ------------------------------- | ------------------------------- | ------------------------------- | ------------------------------- | ------------------------------- |
| Temperatura máxima média (°C)   | −1,7                            | −0,4                            | 4,7                             | 12,1                            | 17,5                            | 20,6                            | 22,8                            | 22,0                            | 17,0                            | 10,6                            | 5,1                             | 0,9                             | 10,9                            |
| Temperatura média (°C)          | −3,7                            | −2,8                            | 1,2                             | 7,7                             | 13,2                            | 16,7                            | 19,0                            | 18,2                            | 13,5                            | 7,8                             | 3,3                             | −0,8                            | 7,8                             |
| Temperatura mínima média (°C)   | −6,0                            | −5,4                            | −2,5                            | 2,8                             | 8,2                             | 12,0                            | 14,7                            | 14,1                            | 10,0                            | 5,1                             | 1,4                             | −2,7                            | 4,3                             |
| Precipitação (mm)               | 47                              | 41                              | 44                              | 48                              | 61                              | 74                              | 89                              | 77                              | 62                              | 53                              | 46                              | 50                              | 692                             |
| Dias com precipitação           | 9                               | 8                               | 8                               | 8                               | 9                               | 9                               | 10                              | 9                               | 7                               | 8                               | 8                               | 8                               | 101                             |
| Umidade relativa (%)            | 86                              | 85                              | 79                              | 70                              | 68                              | 68                              | 73                              | 72                              | 77                              | 82                              | 88                              | 86                              | 77,8                            |
| Fonte: 2023-07-06               |                                 |                                 |                                 |                                 |                                 |                                 |                                 |                                 |                                 |                                 |                                 |                                 |                                 |

## Demografia
Conforme os dados do Escritório Central de Estatística da Polônia (GUS) de 31 de dezembro de 2024, Sejny é uma cidade muito pequena com uma população de 4 845 habitantes (19.º lugar na voivodia da Podláquia e 580.º na Polônia), tem uma área de 4,5 km² (36.º lugar na voivodia da Podláquia e 902.º lugar na Polônia) e uma densidade populacional de 1 079 hab./km² (8.º lugar na voivodia da Podláquia e 274.º lugar na Polônia). Nos anos 2002–2024, o número de habitantes diminuiu 19,6%.
Os habitantes de Sejny constituem cerca de 26,15% da população do condado de Sejny, constituindo 0,43% da população da voivodia da Podláquia.
| Descrição                         | Total      | Total   | Mulheres   | Mulheres | Homens     | Homens  |
| --------------------------------- | ---------- | ------- | ---------- | -------- | ---------- | ------- |
| unidade                           | habitantes | %       | habitantes | %        | habitantes | %       |
| população                         | 4 845      | 100     | 2 553      | 52,7     | 2 292      | 47,3    |
| superfície                        | 4,5 km²    | 4,5 km² | 4,5 km²    | 4,5 km²  | 4,5 km²    | 4,5 km² |
| densidade populacional (hab./km²) | 1 079      | 1 079   | 568,6      | 568,6    | 510,4      | 510,4   |

### Multinacional e multiculturalismo
Sejny não é habitada apenas por poloneses há séculos. Quando foi fundada, para difundir o comércio e a indústria, foram trazidos judeus, que a colonizaram até a Segunda Guerra Mundial (em 1897 constituíam 50% da população, e em 1931 24%). Os lituanos (7,9%) também viviam em Sejny. A cidade também foi habitada por russos, alemães, bielorrussos e muitos outros. Cada uma dessas nacionalidades trouxe sua própria cultura e tradição para a vida da cidade.

### Lituanos
Em Sejny há um consulado da República da Lituânia, há uma escola primária com a língua de instrução lituana Žiburys (“Luz”), que também administra um jardim de infância.

## Estrutura populacional histórica e contemporânea

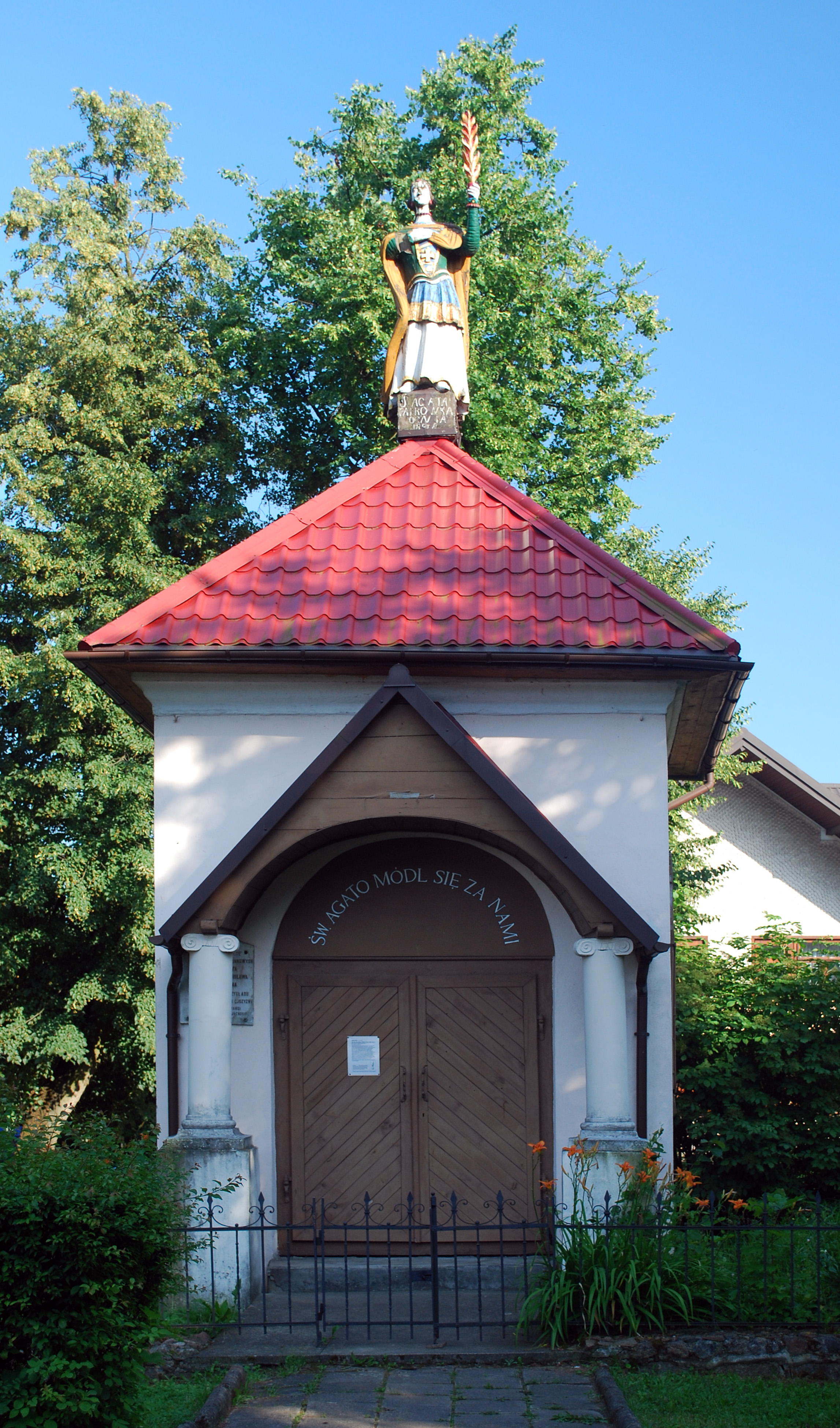
Capela de Santa Ágata

Segundo o censo russo de 1897, a estrutura populacional era a seguinte:
- Judeus  — 50,8% (1 918);
- Poloneses — 40,4% (1 528);
- Lituanos — 4,2% (160);
- Russos  — 2,5% (95);
- Alemães – 2,0% (75);
- 1 bielorrusso e 1 tártaro

Segundo o censo polonês de 1921
- Poloneses — 76,0% (1 714);
- Judeus — 17,7% (399);
- Lituanos — 5,0% (112);
- Russos — 0,7% (15);
- Alemães — 0,5% (12);
- Bielorrussos — 0,1% (2)

Segundo o censo polonês de 2002
- Poloneses — 90,9% (5 466);
- Lituanos — 7,9% (474);
- Russos  — 0,2% (12);
- Outros — 1,0% (58).

## Economia
A maior fábrica desse setor é o laticínio Sejnmlek, com uma fábrica de queijos e uma fábrica de leite de pó, que faz parte da Cooperativa de Laticínios Mlekpol. Além disso, abriga uma destilaria e uma madeireira. As tradições cooperativas são continuadas pelo Banco Cooperativo. Além dele, uma filial da Banco de Poupança Universal, Banco polonês, opera na cidade.

## Transportes
A cidade está localizada na estrada nacional n.º 16 que leva à fronteira com a Lituânia (em Ogrodniki). Tem uma boa ligação rodoviária com Augustów e Suwałki. O transporte de ônibus é fornecido pela PKS Nova e FlixBus.

## Monumentos históricos
Registro de monumentos

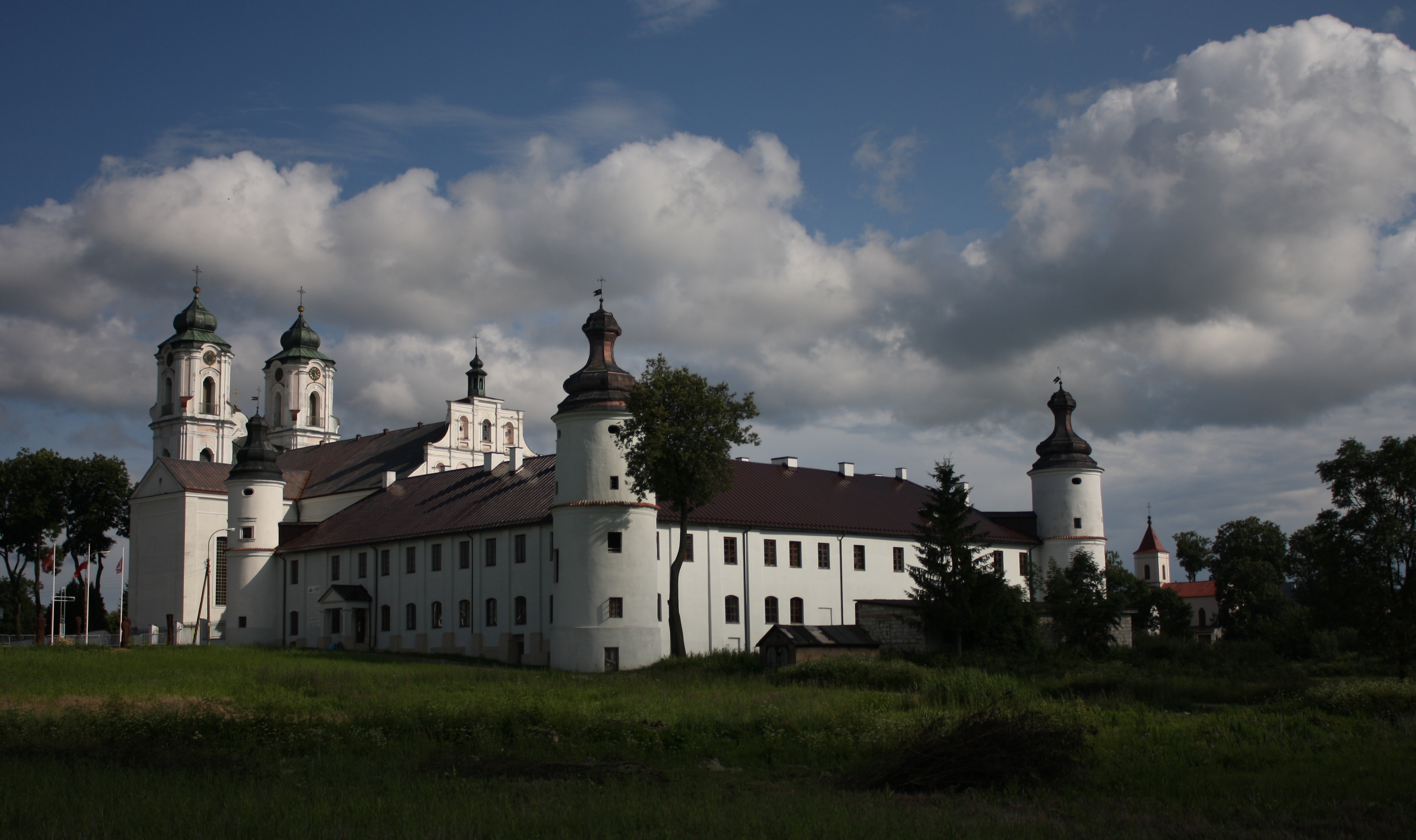
Basílica da Visitação da Bem-Aventurada Virgem Maria e o mosteiro dominicano. Ao fundo, a igreja de Nossa Senhora de Częstochowa — uma antiga igreja evangélica

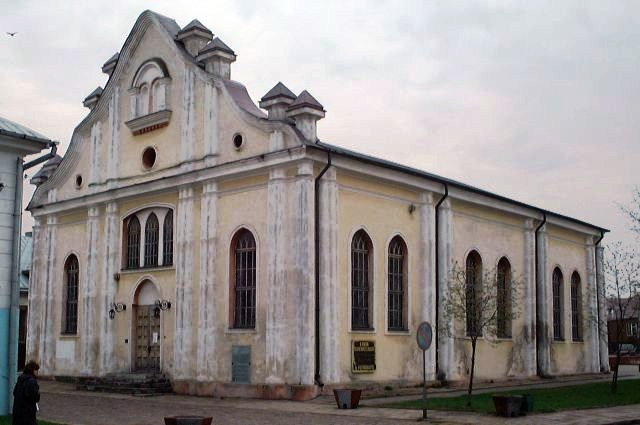
Sinagoga Branca

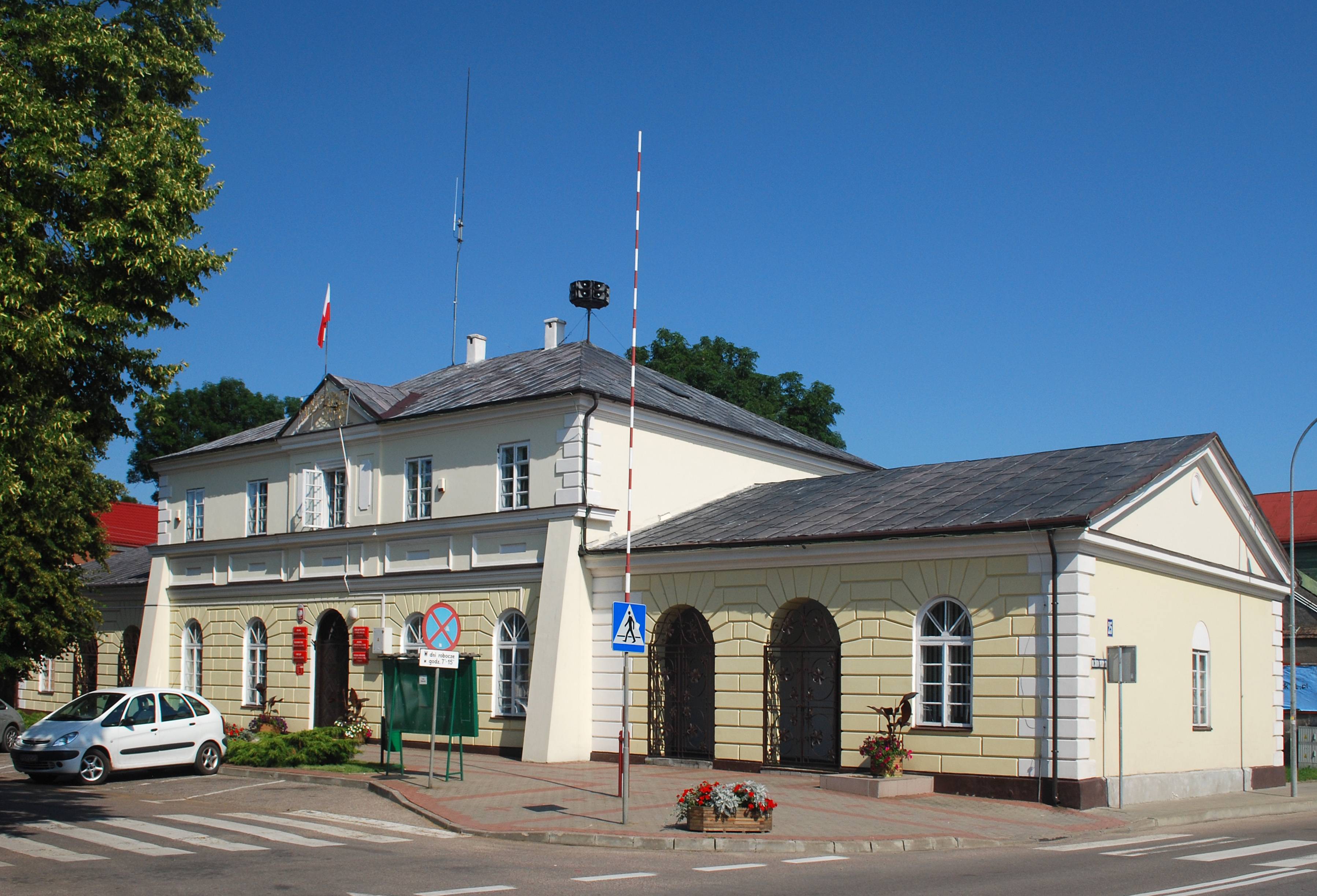
Prefeitura de Sejny

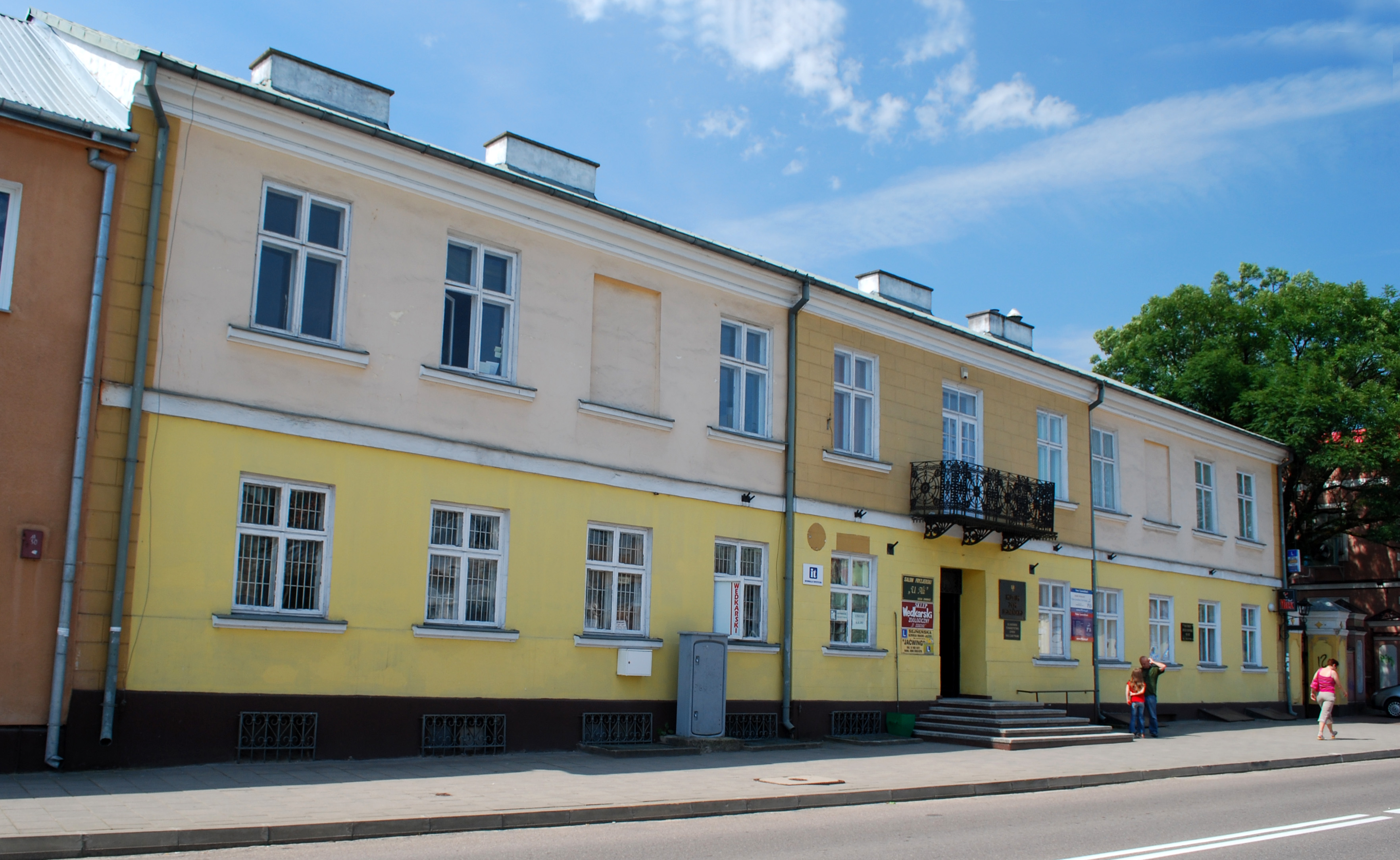
Museu da Região de Sejny

As seguintes instalações estão inscritas no registro de monumentos da Polônia:
- Parte da cidade, séculos XVI/XVII e XIX
- Complexo do mosteiro dominicano:
  - Basílica da Visitação da Bem-Aventurada Virgem Maria, 1610–1619, 1760
  - Mosteiro, 1619-1706, início dos séculos XIX e XX
  - muro com portões, século XVII
- Igreja pós-evangélica, hoje igreja de Nossa Senhora de Częstochowa, meados do século XIX
- Capela de Santa Ágata – erguida em frente à Basílica da Visitação da Bem-Aventurada Virgem Maria. Foi construída por volta de 1789, financiada por paroquianos. Sua construção foi influenciada por inúmeros incêndios que assombraram a cidade. Há uma pintura de Santa Ágata de meados do século XVIII. O afresco no teto representando a “Tentação de Cristo” foi pintado na década de 1950 por Stanisław Kaźmierczyk. No telhado há uma estátua de Santa Ágata feita de madeira de tília em 1828. A cerca de ferro forjado do edifício é obra de artesãos locais em 1904.
- Sinagoga construída no local da Antiga Sinagoga
- Sinagoga Branca de 1860-1870
- “Antigo” cemitério católico, 1.ª metade do século XIX, rua Głowacki
  - Capela da família Wolmer, 1830
  - Muro com portões, século XIX
- Prefeitura de 1846
- Edifício do antigo correio, rua Piłsudskiego 35, final do século XIX
- Antigo palácio do bispo, agora uma casa residencial, rua Piłsudskiego 28, 1841

Outras instalações
- Estátua de Nossa Senhora de Sejny, famosa por muitos milagres e graças. Trazida para Sejny em 1602, sua coroação ocorreu em 7 de setembro de 1975
- Monumento à Revolta de Sejny
- Monumento a Antanas Baranauskas
- Monumento de gratidão aos mortos em batalha
- Sobrados no centro

Além disso, em Sejny existe o Museu da Região de Sejny, que exibe coleções arqueológicas e numismáticas, dos dominicanos e bispos de Sejny.

## Cultura
Em Sejny existem, entre outros, Concerto Internacional de Órgão Juvenil e Báltico-Satélite. Há também o centro “Fronteiras - das artes, culturas, nações”, que transmite a história, cultura, tradições e multinacionalidade de Sejny.
Em 2006, uma banda de metais foi fundada no Corpo de Bombeiros Voluntários em Sejny. Em 2023, o Museu das Fronteiras da Comunidade polaco-lituana foi inaugurado na cidade.

## Comunidades religiosas
- Igreja Católica na Polônia:
  - Paróquia da Visitação da Bem-Aventurada Virgem Maria[28]
- Igreja Oriental dos Velhos Crentes - Diáspora.[29]

## Esportes
O Clube Esportivo Sejny Pomorzanka, fundado em 1 de setembro de 1957 e usando as cores vermelho e preto, atua na cidade. A equipe joga suas partidas no estádio da cidade na rua Konarski 23A, com capacidade para mil espectadores. Wojciech Milewski é o treinador. Atualmente, Pomeranian Sejny atua na classe distrital no grupo da Podláquia. Em sua história, o clube usou os nomes:
- 1955–1957 — Pogoń Sejny
- Abril de 1958 — junho de 1959 — Iskra Sejny (na imprensa como Pogoń)
- Julho 1959–1966 — LZS Sejny (Equipe Esportiva Popular)
- 1966/1967 — LKS Sejny (Clube Esportivo do Povo)
- 1967/1968 — MLKS Pomorzanka Sejny (Clube Esportivo Popular Interempresarial)
- 2004 — SKS Pomorzanka Sejny (Esporte Clube Sejny)